# Moyen pour une fin
Un moyen pour une fin désigne, en philosophie, toute action (le moyen) effectuée dans le seul but d'obtenir quelque chose d'autre (la fin).
Ce concept peut être considéré comme une distinction métaphysique car aucune information empirique ne permet de différencier des actions qui sont des moyens pour une fins de celles qui ne le sont pas, qui sont des « fins en elles-mêmes ». 
Il a été considéré que toutes les actions sont des moyens pour d'autres fins ; cette opinion est pertinente lorsqu'est envisagé le sens de la vie.
Dans l'éthique kantienne, l'impératif catégorique pose qu'il est immoral d'utiliser une autre personne simplement comme moyen pour une fin et qu'autrui doit, en toutes circonstances, être considéré comme une fin en soi. 
Ceci s'oppose à certaines interprétations utilitaristes qui permettent l'utilisation de personnes comme moyens au bénéfice du plus grand nombre.

## Usage idiomatique
Un moyen pour une fin est également un idiome. Il se réfère souvent à une activité (comme un travail indésirable) qui n'est pas aussi importante que l'objectif espéré (des gains monétaires par exemple). 
Untel, par exemple, n'a pas d'ambitions professionnelles. Pour lui, le travail est juste un moyen pour une fin.
On commence quelque chose et on le finit sans que ce quelque chose mène à quelque chose d'autre. Il s'agit donc d'une fin en soi.